# Sinchi FC
Der Sinchi Football Club (chinesisch 新麒足球俱乐部) war ein professioneller chinesischer Fußballverein, der von 2003 bis 2005 in der ersten singapurischen Liga, der S. League, spielte.

## Stadion
Der Verein trug seine Heimspiele im Jurong Stadium aus. Das Stadion hatte ein Fassungsvermögen von 6000 Personen. Im März 2020 wurde das Stadion abgerissen.

## Saisonplatzierung
| Saison | Liga      | Liga  | Liga   | Liga | Liga | Liga | Liga  | Liga   | Liga     | Pokal         | Pokal |
| Saison | Liga      | Level | Spiele | S    | U    | N    | Tore  | Punkte | Position | Singapore Cup |       |
| ------ | --------- | ----- | ------ | ---- | ---- | ---- | ----- | ------ | -------- | ------------- | ----- |
| 2003   | S. League | 1     | 33     | 11   | 11   | 11   | 46:48 | 50     | 7.       | Viertelfinale |       |
| 2004   | S. League | 1     | 27     | 4    | 5    | 18   | 36:62 | 17     | 9.       | Halbfinale    |       |
| 2005   | S. League | 1     | 27     | 7    | 3    | 17   | 27:56 | 21     | 9.       | Viertelfinale |       |

## Mannschaft 2003/2004
| Nr. |                     | Position | Name         |
| --- | ------------------- | -------- | ------------ |
| 1   | China Volksrepublik | TW       | Si Chen      |
| 2   | China Volksrepublik | AB       | Meng Zhang   |
| 3   | China Volksrepublik | AB       | Chen Yujie   |
| 4   | China Volksrepublik | AB       | Liang Fuming |
| 5   | China Volksrepublik | MF       | Cheng Lu     |
| 6   | China Volksrepublik | AB       | Li Chuncheng |
| 7   | China Volksrepublik | AB       | Yu Xiaozhou  |
| 8   | China Volksrepublik | MF       | Xie Yuxin    |
| 9   | China Volksrepublik | ST       | Li Jianqiang |
| 10  | China Volksrepublik | AB       | Zhou Yi      |
| 11  | China Volksrepublik | MF       | Liu Bin      |
| 12  | China Volksrepublik | ST       | Zhang Zhimin |
| 13  | China Volksrepublik | ST       | Liu Heng     |
| 14  | China Volksrepublik | ST       | Chen Xiao    |
| 15  | China Volksrepublik | ST       | Liu Chifeng  |
| 16  | China Volksrepublik | ST       | Hu Jun       |
| 17  | China Volksrepublik | ST       | Li Xi        |
| 18  | China Volksrepublik | ST       | Zhou Lei     |
| 19  | China Volksrepublik | MF       | Zhong Cheng  |
| 20  | China Volksrepublik | AB       | Zhang Haoran |
| 21  | China Volksrepublik | ST       | Li Xin       |
| 22  | Singapur            | MF       | Shi Jiayi    |
| 23  | China Volksrepublik | TW       | Shi Ming     |
| 24  | China Volksrepublik | ST       | Cheng Don    |

| Nr. |                     | Position | Name          |
| --- | ------------------- | -------- | ------------- |
| 25  | China Volksrepublik | AB       | Jiang Tao     |
| 26  | China Volksrepublik | ST       | Zhou Fanqiang |
| 27  | China Volksrepublik | AB       | Zhou Fanbin   |
| 28  | China Volksrepublik | AB       | Cheng Peizhou |
| 29  | China Volksrepublik | ST       | Lian Tao      |
| 30  | China Volksrepublik | MF       | Peng Zhiyi    |
| 31  | China Volksrepublik | AB       | Tao Yongqiang |
| 32  | China Volksrepublik | AB       | Tang Qifei    |
| 33  | China Volksrepublik | MF       | Tang Chen     |
| 34  | China Volksrepublik | MF       | Wei Liang     |
| 35  | China Volksrepublik | AB       | Wei Chenghui  |
| 36  | China Volksrepublik | ST       | Wu Zigui      |
| 37  | China Volksrepublik | ST       | Xie Linge     |
| 38  | China Volksrepublik | ST       | Li Xiao       |
| 39  | China Volksrepublik | AB       | Huo Haitao    |
| 40  | China Volksrepublik | TW       | Wei Zheng     |
| —   | China Volksrepublik | AB       | Zhang Qinghua |
| —   | China Volksrepublik | ST       | Sun Yuanfeng  |
| —   | China Volksrepublik | ST       | Huang Yong    |
| —   | China Volksrepublik | ST       | Yu Weiteng    |
| —   | China Volksrepublik | MF       | Li Benjian    |
| —   | China Volksrepublik | TW       | Lin Jun       |
| —   | China Volksrepublik | MF       | Li Zhen       |

## Trainer
| Name         | Zeit beim Sinchi FC | Zeit beim Sinchi FC |
| Name         | von                 | bis                 |
| ------------ | ------------------- | ------------------- |
| Guanlin Cao  | 1. Januar 2003      | 11. April 2003      |
| Weike Zhang  | 12. April 2003      | 17. Juni 2003       |
| Baogang Zhou | 18. Juni 2003       | 31. Dezember 2003   |
| Yuxin Xie    | 1. Januar 2004      | 15. Juli 2004       |
| Shang'en Li  | 16. Juli 2004       | 31. Dezember 2004   |
| Zhe Ding     | 1. Januar 2005      | 31. Dezember 2005   |